# Eadwulf III. (Bamburgh)
Eadwulf III. oder Eadulf III. († ermordet 1041) war Earl of Bernicia mit der Residenz Bamburgh Castle von 1038 bis zu seinem Tod. Er war ein Sohn von Uhtred und folgte seinem Bruder Ealdred.
Laut der Angelsächsischen Chronik wurde er von König Hardiknut „verraten“. Der Verrat scheint von Siward, Earl of Northumbria ausgeführt worden zu sein; falls das Libellus de exordio und andere Quellen über dasselbe Ereignis schreiben, sagen sie, dass Siward Eadulf angriff und tötete. So wurde Siward Graf von ganz Northumbria, wohl der erste seit Uhtred. Sein Sohn Osulf II. usurpierte das Earldom Northumbria 1067.
In der Historia Regum Anglorum wird berichtet, dass Eadwulf 1038 einen Feldzug gegen die Briten von Cumbria geführt habe. Cumbria habe dabei möglicherweise das Land verloren, das sie zu dieser Zeit südlich des Solway besaßen.